# Parc de Torres Villà
Parc de Torres Villà är en park i Spanien.   Den ligger i provinsen Província de Barcelona och regionen Katalonien, i den östra delen av landet, 500 km öster om huvudstaden Madrid. Parc de Torres Villà ligger 151 meter över havet.
Terrängen runt Parc de Torres Villà är kuperad österut, men västerut är den platt.Runt Parc de Torres Villà är det ganska tätbefolkat, med 230 invånare per kvadratkilometer. Närmaste större samhälle är Badalona, 17,9 km söder om Parc de Torres Villà. Trakten runt Parc de Torres Villà består till största delen av jordbruksmark.